# NGC 5770
NGC 5770 este o galaxie lenticulară situată în constelația Fecioara. A fost descoperită în 29 aprilie 1786 de către William Herschel. Se află la o distanță de 19,23 megaparseci de Pământ.